# Lovely Complex
Lovely Complex (ラブ★コン, Rabu Kon) és un manga de comèdia romàntica escrit i il·lustrat per Aya Nakahara. Va ser publicat per Shueisha a Bessatsu Margaret del 2001 al 2006 i recollit en disset volums tankōbon. La sèrie tracta sobre el romanç entre una noia alta i un noi baix que són tractats com un duet de comèdia pels seus companys de classe.
A l'estranger ha estat llicenciada als Estats Units per VIZ Media, a Itàlia per Planet Manga, a Espanya per Planeta de Agostini Comics, i a Mèxic per Grup Editorial Vid.
El 2006 es va crear un joc per a la consola PlayStation 2. També aquest mateix any es va realitzar una pel·lícula Live action. El 7 d'abril de 2007 se'n va estrenar una sèrie de anime per a televisió. Posteriorment, aparegué una seqüela anomenada Lovely Complex Deluxe, però en aquesta ocasió Risa i Otani són personatges secundaris, el paper protagonista el té el germà de Risa i s'endinsa en la seva història a l'institut.

## Sinopsi
Tracta de dos joves: una noia, Koizumi Risa, relativament alta per al seu entorn (1,72 m); i un noi, Atsushi Otani, bastant baix per a la mitjana (1,56 m). Són coneguts com a  All Hanshin Kyojin  (un duo de còmics japonesos, un és alt i un altre baix) des que el seu professor va començar a anomenar així el primer dia a l'institut. Des del principi això va causar un conflicte entre els dos, que els va acabar portant malament. Com tots dos tenien problemes a l'hora de trobar parella, Otani, que es va interessar en una de les amigues de Risa (Chiharu), en adonar-se que a la Risa li agradava un noi de les classes d'estiu (Suzuki), li va proposar deixar les seves diferències a banda per ajudar-se mútuament. A partir de llavors van començar a avenir-se més sobretot quan descobreixen que a tots dos els agrada el mateix cantant "Umibozu" i que tenen moltes altres coses en comú malgrat la seva diferència física. Els seus amics sempre volen ajuntar-los com a parella.